# General Girão
Eliéser Girão Monteiro Filho ComMM (Fortaleza, 8 de maio de 1955), também conhecido como General Girão, é um general de brigada da reserva do Exército Brasileiro e político filiado ao Partido Liberal (PL). Atualmente é deputado federal pelo estado do Rio Grande do Norte, já tendo sido secretário da Segurança Pública e da Defesa Social pelo estado. Por Roraima, foi secretário da Segurança Pública, da Justiça e da Cidadania durante o governo Anchieta Júnior. Em Mossoró, foi secretário da Segurança Pública, Defesa Civil, Mobilidade Urbana e Trânsito.

## Biografia
Nascido em Fortaleza, Ceará, em 8 de maio de 1955, Girão ingressou no Exército Brasileiro em fevereiro de 1973. graduou-se em Ciências Militares pela Academia Militar das Agulhas Negras (AMAN), em 14 de dezembro de 1976, sendo declarado Aspirante-a-Oficial da Arma de Infantaria.[carece de fontes?]
Na patente de Capitão, concluiu o Curso de Aperfeiçoamento de Oficiais da Arma de Infantaria na Escola de Aperfeiçoamento de Oficiais (ESAO). Como Oficial-superior, concluiu os Cursos de Comando e Estado-Maior do Exército e o Curso de Política, Estratégia e Alta Administração do Exército, ambos na Escola de Comando e Estado-Maior do Exército (ECEME). Também concluiu os cursos operacionais de "Operações na Selva", "Operações na Caatinga", "Básico Paraquedista", "Mestre de Salto" e "Mestre de Carregamento".[carece de fontes?]
Ao longo da carreira militar, obteve experiências profissionais no cumprimento de missões específicas em unidades de Infantaria, bem como no desempenho das funções de Instrutor em Estabelecimentos de Ensino, de Formação de Oficiais da Ativa e da Reserva, de Aperfeiçoamento e Especialização de Oficiais.[carece de fontes?]

## Carreira militar
General Girão comandou a Companhia de Comando de Brigada, em Recife, foi Oficial de Estado-Maior em Batalhões e Brigadas, destacando-se nas Tropas Paraquedista, de Selva, de Caatinga e Infantaria Motorizada. Serviu como Adjunto e Chefe da Subchefia da Casa Militar da Presidência da República (atual Gabinete de Segurança Institucional), em Brasília, entre 1996 e 1999. Comandou o 7º Batalhão de Infantaria de Selva (7º BIS), em Roraima, entre 2000 e 2001. Após o Comando do Batalhão de Selva, ocupou por dois anos o cargo diplomático de Adido Militar de Defesa na Polônia.[carece de fontes?]
No exterior realizou, além das atribuições específicas ao cargo de Adido, palestras sobre o Brasil, Forças Armadas e Amazônia, em instituições de ensino médio e superior, civis e militares. Ao retornar ao Brasil, exerceu a função de Subcomandante da Escola de Aperfeiçoamento de Oficiais (ESAO), em 2005 e 2006, à época liderada pelo Ex-Comandante do Exército General Villas Boas.[carece de fontes?]
Foi promovido ao posto de General de Brigada combatente em 2007. Comandou a 1ª Brigada de Infantaria de Selva, em Roraima, até meados de 2008. Retornou a Brasília para assumir a Diretoria de Transporte e Mobilização do Comando Logístico do Exército e Chefe do Gabinete de Planejamento e Gestão do mesmo comando logístico até 2009.
Serviu por 36 anos na Ativa do Exército Brasileiro, nas cidades de Natal, Resende, Recife, Rio de Janeiro, Petrópolis, Boa Vista, Brasília e Varsóvia. Ao longo de sua carreira militar, no Brasil e no exterior, foi agraciado por condecorações militares e civis, nacionais e estrangeiras. No total, possui 38 condecorações. Foi admitido à Ordem do Mérito Militar no grau de Cavalheiro ordinário em 1998, promovido a Oficial em 2002 e a Comendador em 2007.
Ao passar para a Reserva, a pedido, em 31 de março de 2009, assumiu a Secretaria de Segurança Pública do Estado de Roraima, tendo permanecido no cargo até fevereiro de 2012. Enquanto neste posto, exerceu funções de liderança junto ao Colégio Nacional dos Secretários de Segurança (CONSESP), idealizando a criação de câmaras temáticas para estudo e apresentação de propostas ao Ministério da Justiça que dessem mais flexibilidade, eficiência e eficácia às ações da Segurança Pública em todo o País. Ainda em Roraima assumiu, em 2012, a Secretaria Estadual de Justiça e Cidadania, tendo sido também o Presidente do Conselho Estadual de Políticas sobre Drogas.

## Carreira política
Em março de 2014, foi convidado para assumir a Secretaria de Segurança Pública e Defesa Social do Estado do Rio Grande do Norte, onde foi também Presidente do Conselho Estadual de Enfrentamento às Drogas.[carece de fontes?] Esteve a frente da pasta durante a realização dos jogos da Copa do Mundo de 2014 em Natal, tendo sido esta considerada a melhor cidade-sede, no quesito segurança pública, por pesquisa realizada pela FIFA.[carece de fontes?]
Entre janeiro de 2016 e março de 2018, foi Secretário Municipal de Segurança Pública, Defesa Civil, Mobilidade Urbana e Trânsito de Mossoró (RN).

### Deputado federal
Nas eleições de 2018, concorreu ao cargo de Deputado Federal pelo Partido Social Liberal (PSL), sendo eleito com 81.640 votos. Obteve pelo menos um voto em cada um dos 167 municípios. Em 2022, ele foi reeleito.
Em 10 de abril de 2024, em seu segundo mandato, ele foi um dos deputados federais que votou no plenário da Câmara dos Deputados em favor da soltura do deputado Chiquinho Brazão que é acusado pela Polícia Federal de ser mandante do assassinato da ex-vereadora carioca Marielle Franco e, também, de possuir vínculos com organizações criminosas milicianas do Rio de Janeiro. Isto se deu porque um grupo de deputados passou a temer as interferências do Judiciário no funcionamento do poder legislativo, vez que o mandado de prisão preventiva, emitido pelo STF contra Brazão, não cumpria os requisitos para prisão de deputados de acordo com o texto constitucional, que afirma que deputados “não poderão ser presos, salvo em flagrante de crime inafiançável”, elementos não encontrados na determinação judicial para prisão de Chiquinho Brazão emitida pelo STF.
Em 10 de janeiro de 2025, ele foi condenado pela Justiça Federal no Rio Grande do Norte a pagar 2 milhões de reais em danos morais coletivos por ter incentivado atos antidemocráticos em frente a um quartel do Exército.

## Desempenho Eleitoral
| Ano  | Eleição                         | Partido | Candidato a      | Votos  | %     | Resultado | Ref    |
| ---- | ------------------------------- | ------- | ---------------- | ------ | ----- | --------- | ------ |
| 2018 | Estadual do Rio Grande do Norte | PSL     | Deputado Federal | 81.640 | 5,07% | Eleito    | [ 13 ] |
| 2022 | Estadual do Rio Grande do Norte | PL      | Deputado Federal | 76.698 | 4,10% | Eleito    | [ 14 ] |